# مايكل الرجل الأسود

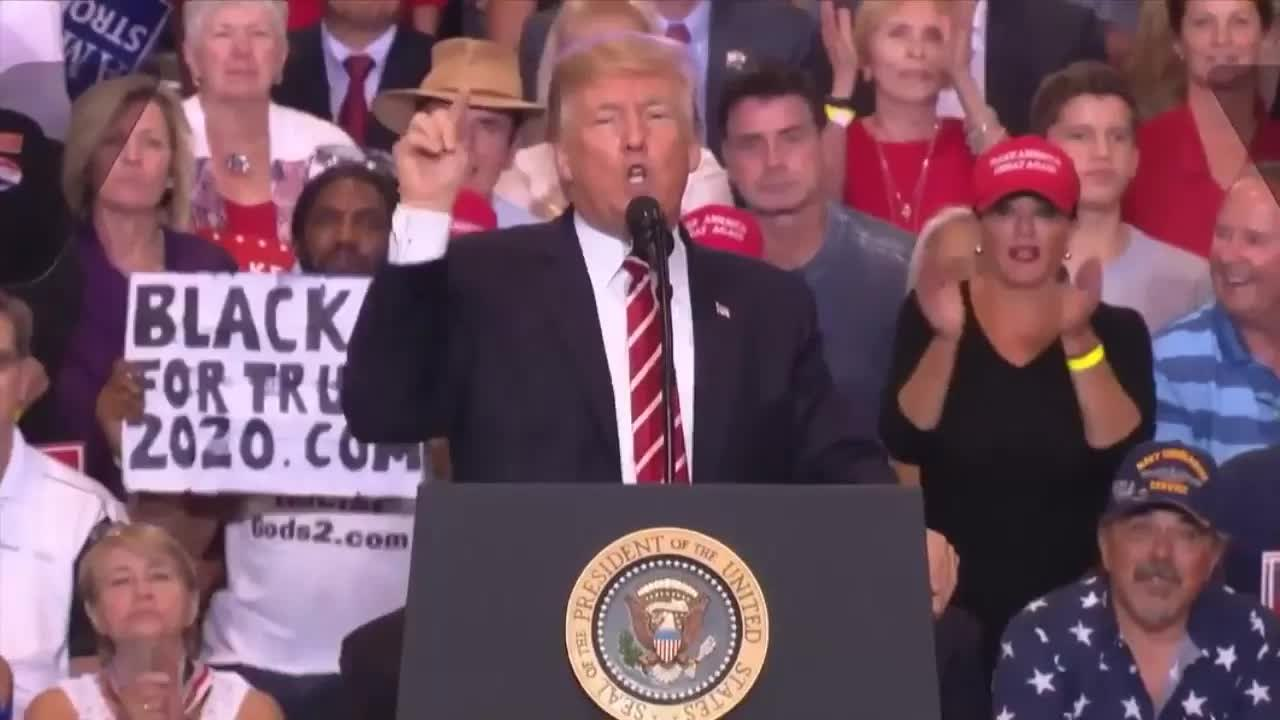
دونالد ترامب يتحدث في تجمع جماهيري في فينيكس، أريزونا، في أغسطس/آب 2017. يمكن رؤية مايكل الرجل الأسود وهو يحمل لافتة مكتوب عليها "السود من أجل ترامب 2020.com".

مايكل الرجل الأسود (موريس وودسايد ؛ 24 أبريل 1959)، والمعروف أيضًا باسم مايكل سيمونيت أو ميكائيل إسرائيل، هو شخصية سياسية أمريكية من ميامي، فلوريدا. وهو مؤيد صريح للرئيس الأمريكي دونالد ترامب، وهو معروف بظهوره في مسيرات ترامب قبل وبعد انتخابات عام 2016، وغالبًا ما يجلس خلف ترامب حاملاً لافتة "السود من أجل ترامب" في هذه المسيرات.

## أمة يهوه
التقى وودسايد لأول مرة بزعيم طائفة أمة يهوه، هولون ميتشل جونيور، المعروف باسم يهوه بن يهوه ، في عام 1980. يُقال إن وودسايد، إلى جانب شقيقه ريكاردو، الذي انضم إلى الطائفة قبله، لعب "دورًا كبيرًا في صعود وسقوط أمة يهوه" (واحدة من حركات العبرانيين السود). وكانت والدته، جوني سيمونز، أيضًا عضوة متدينة في الطائفة. ثم ترك الطائفة مع أخته بعد وفاة والدتهما.
كان واحدًا من 16 عضوًا من أمة يهوه قُبض عليهم واتهامه بتهمة القتل ومحاولة القتل في عام 1990. في عام 1992، أصدرت هيئة محلفين في فلوريدا حكمًا ببراءته من هذه التهم، ولكن يهوه أدين وحُكم عليه بالسجن لمدة 20 عامًا. في المحاكمة، شهد ريكاردو أنه وموريس حاولا دون جدوى قتل إريك بيرك، وهو عضو منشق عن طائفة يهوه، وأن موريس ساعد في ضرب عضو آخر في الطائفة، أستون جرين، حتى فقد وعيه.

## حياته بعد أمه يهوه
أصبح وودسايد خصمًا قويًا للحزب الديمقراطي، وغير اسمه إلى مايكل سيمونيت، وبدأ حياته المهنية كموسيقي. بدأ لاحقًا في إنشاء محطة إذاعية، BOSS 104.1 FM، قبل أن يعيد تعريف نفسه باسم "مايكل الرجل الأسود". وقد لفت انتباه وسائل الإعلام لفترة وجيزة في سبتمبر 2008، عندما اتهم أوبرا وينفري بأنها الشيطان، وباراك أوباما بأنه مدعوم من قبل كو كلوكس كلان، في إحدى خطابات أوباما في كورال جابلز، فلوريدا.
في عام 2012، تحدث إلى الجمهور في تجمع انتخابي لريك سانتورم في كورال سبرينجز بولاية فلوريدا، حيث قال إن الديمقراطيين كانوا "أسوأ شيء حدث للرجل الأسود على الإطلاق". اعتبارًا من أغسطس 2017، يدير العديد من المواقع الإلكترونية، بما في ذلك Gods2.com، والذي يروج له بشكل متكرر على قميصه في تجمعات ترامب. في مقابلة أجريت عام 2020 مع مجلة ماذر جونز، أشاد وودسايد بيهوه بن يهوه وبمعارضته للحزب الديمقراطي.